# Homestead Meadows South
Homestead Meadows South – jednostka osadnicza w Stanach Zjednoczonych, w stanie Teksas, w hrabstwie El Paso.